# High Contrast (Gabor Szabo)
| Recensione | Giudizio |
| ---------- | -------- |
| AllMusic   | [ 1 ]    |

High Contrast è un album discografico del chitarrista jazz ungherese Gabor Szabo, pubblicato dall'etichetta discografica Blue Thumb Records nel giugno del 1971.

## Tracce

### LP
Lato A
1. Breezin' – 3:03 (Bobby Womack) – Registrato (probabile) nel febbraio 1971 al Capitol Studios di Hollywood, California
2. Amazon – 4:55 (Gabor Szabo) – Registrato (probabile) nel dicembre 1970 al The Record Plant di Hollywood, California
3. Fingers – 7:25 (Gabor Szabo, Wolfgang Melz) – Registrato (probabile) nel dicembre 1970 al The Record Plant di Hollywood, California
4. Azure Blue – 4:12 (Gabor Szabo) – Registrato (probabile) nel febbraio 1971 al Capitol Studios di Hollywood, California

Lato B
1. Just a Little Communication – 7:45 (Bobby Womack) – Registrato (probabile) nel dicembre 1970 al The Record Plant di Hollywood, California
2. If You Don't Want My Love – 5:08 (Bobby Womack) – Registrato (probabile) nel dicembre 1970 al The Record Plant di Hollywood, California
3. I Remember When – 7:35 (Bobby Womack) – Registrato (probabile) nel febbraio 1971 al Capitol Studios di Hollywood, California[3]

## Musicisti
- Gabor Szabo - chitarra elettrica, chitarra acustica
- Bobby Womack - chitarra elettrica ritmica
- Mark Levine - pianoforte (brano: Fingers)
- Wolfgang Melz - basso (eccetto nei brani: Breezin' e I Remember When)
- Phillip Upchurch - basso (nei brani: Breezin' e I Remember When)
- Jim Keltner - batteria
- Felix Falcon (Flaco) - congas
- Carmelo Garcia - tom-tom, timbales (nei brani: Breezin', Amazon e Fingers)
- The Shadow (Tommy LiPuma) - tambourine, gourd[4]

Breezin' / I Remember When
- Gabor Szabo - chitarra, chitarra elettrica
- Bobby Womack - chitarra ritmica
- Phil Upchurch - basso elettrico
- Jim Keltner - batteria
- Felix (Flaco) Falcon - congas
- The Shadow (Tommy LiPuma) - tambourine, gourd
- René Hall - arrangiamento strumenti a corda

Amazon
- Gabor Szabo - chitarra, chitarra elettrica
- Bobby Womack - chitarra ritmica
- Wolfgang Melz - basso elettrico
- Jim Keltner - batteria
- Felix (Flaco) Falcon - congas
- Carmelo Garcia - tom-tom (sovraincisione successiva)

Fingers
- Gabor Szabo - chitarra, chitarra elettrica
- Bobby Womack - chitarra ritmica
- Mark Levine - pianoforte
- Wolfgang Melz - basso elettrico
- Jim Keltner - batteria
- Felix (Flaco) Falcon - congas
- Carmelo Garcia - timbales (sovraincione successiva)

Azure Blue
- Gabor Szabo - chitarra, chitarra elettrica
- Bobby Womack - chitarra ritmica
- Wolfgang Melz - basso elettrico
- Jim Keltner - batteria
- The Shadow (Tommy LiPuma) - tambourine, gourd
- René Hall - arrangiamento strumenti a corda

Just a Little Communication / If You Don't Want My Love
- Gabor Szabo - chitarra, chitarra elettrica
- Bobby Womack - chitarra ritmica
- Wolfgang Melz - basso elettrico
- Jim Keltner - batteria
- Felix (Flaco) Falcon - congas[5]

Note aggiuntive
- Tommy LiPuma - produttore
- Registrazioni effettuate al Capitol Studios di Hollywood, California (brani: Breezin', Azure Blue e I Remember When) ed al The Record Plant, Hollywood, California (Amazon, Fingers, Just a Little Communication e If You Don't Want My Love)
- Bruce Botnick - ingegnere delle registrazioni (Capitol Records), ingegnere del remixaggio (Artisan Sound Recorders e Poppi Recording Studios marzo 1971)
- Gary Kelgren - ingegnere delle registrazioni (The Record Plant)
- Tom Wilkes e Barry Feinstein - design e fotografie copertina album (per la Camouflage Productions)[4]

## Classifica
Singoli
| Anno | Titolo del brano | Classifica            | Posizione raggiunta |
| ---- | ---------------- | --------------------- | ------------------- |
| 1971 | Breezin'         | Hot R&B/Hip-Hop Songs | 43                  |